# Barrett M82
Barrett M82 je těžká odstřelovací a protimateriálová puška, přijatá do výzbroje armády USA koncem osmdesátých let dvacátého století. Zbraň je koncipována jako samonabíjecí odstřelovací puška na velké vzdálenosti pro armádu a bezpečnostní síly a jako součást lehkých bojových vozidel. Je jednou z prvních zbraní svého druhu.

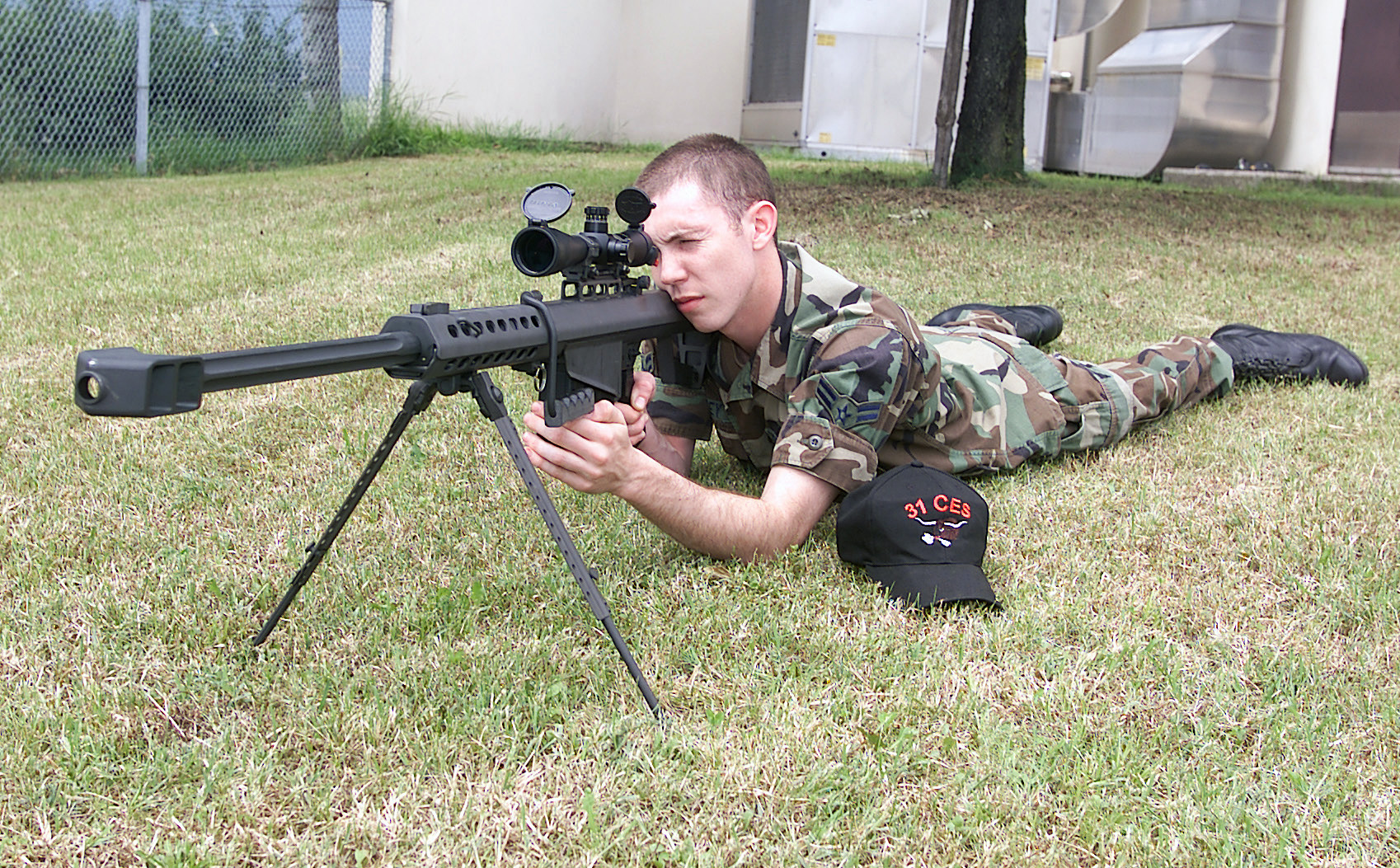
M 82A1

## Popis
Většina moderních odstřelovacích pušek používajících standardní ráži 7,62 × 51 mm NATO je účinná pro palbu do vzdálenosti 700–900 m. Pro přesnou střelbu na větší vzdálenosti bylo třeba výkonnějšího náboje větší ráže. Tím se stal osvědčený .50 BMG (50 Cal) používaný zejména v těžkých kulometech M2 Browning. Zbraně této ráže působí smrtelná zranění na mnohem větší vzdálenosti než pušky běžné ráže.

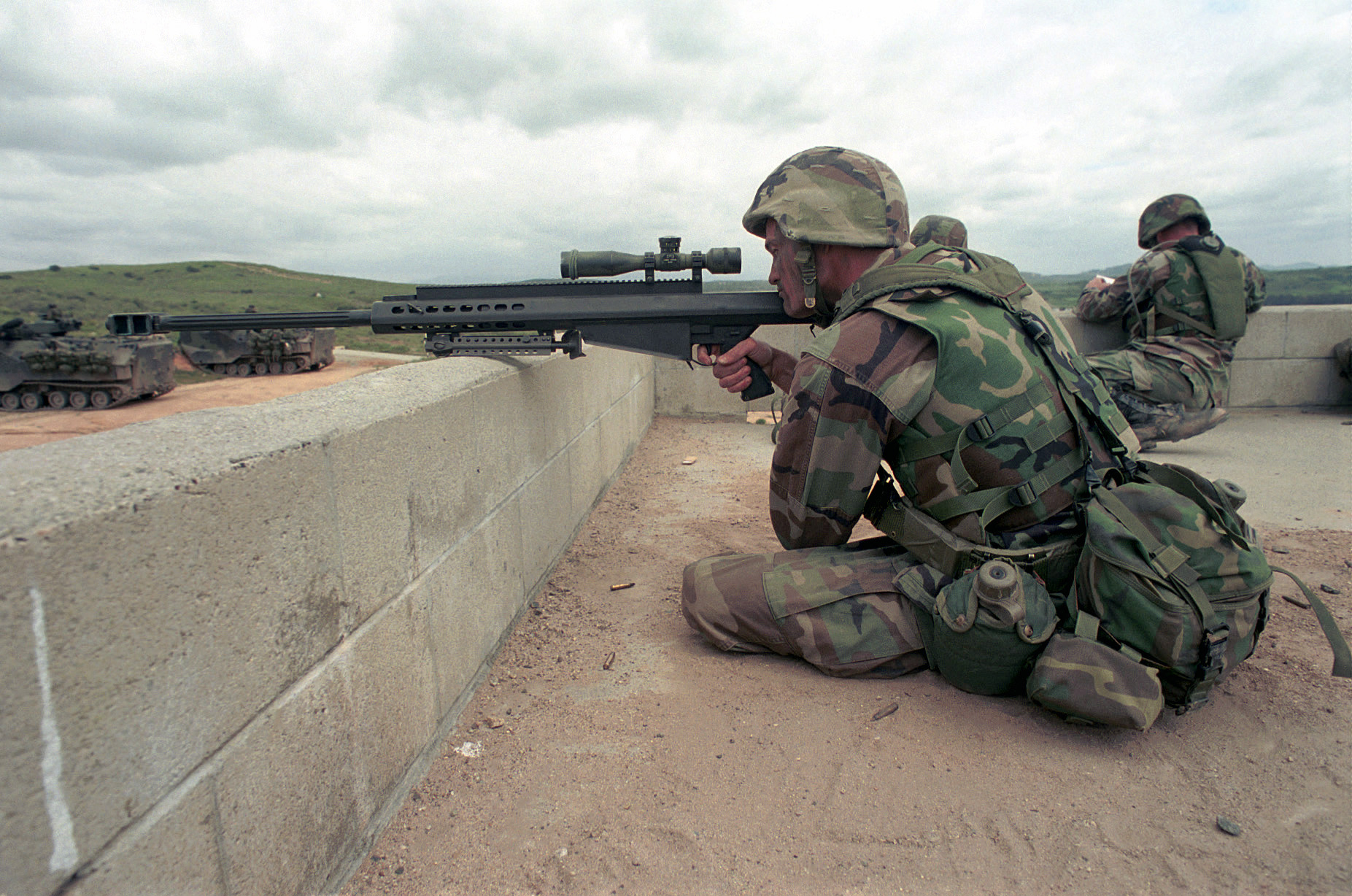
Sniper USMC s M82

Silný zpětný ráz tohoto náboje je minimalizován použitím účinné úsťové brzdy, která odklání většinu prachových plynů do stran. Jedná se o odstřelovací pušku speciálních jednotek. Její dostřel činí přes 1800 metrů. Byla navržena na ničení lehce obrněných transportérů. Jde o samonabíjecí pušku s desetiranným zásobníkem.

## Historie
Tato zbraň byla navržena a postavena firmou Barrett Fireteams Mfg. Inc., konkrétně majitelem a konstruktérem Ronnie Barrettem v roce 1980. Není bez zajímavosti fakt, že původní profese pana Barretta byla fotograf. V září roku 1981 byla zadána objednávka na výrobu 300 těchto pušek. Zavedena byla jako Model 82 (M82), známější je ale jako Barret Light Fifty (lehká padesátka). Její modernizovaná verze M82A1 se objevila roku 1986.

## Verze

### M82
Viz článek.

### M82A1
Tato modernizovaná verze se objevila roku 1986.

### M82A2
Systém obou zbraní je totožný, zbraň je modifikovaná do koncepce bullpup, odlišná je také váha a její délka zbraně .